# (5406) Jonjoseph
(5406) Jonjoseph (1991 PH11) – planetoida z pasa głównego asteroid okrążająca Słońce w ciągu 4,36 lat w średniej odległości 2,67 j.a. Odkryta 9 sierpnia 1991 roku.